# Ормизд III
Ормизд III (Хормузд III) — царь царей (шахиншах) Ирана, правил в 458 — 461/462 годах. Из династии Сасанидов. Сын Йездигерда II и Денак.
По свидетельству Фирдоуси, Йездигерд II за неделю до смерти намеренно отдал престол не старшему сыну Перозу, а младшему Ормизду, как более этого заслуживавшему.
Пируз и могучий, и доблестный муж,
И старше Хормоза годами к тому ж,
Не вижу терпение в муже младом,
Есть мудрость, достоинство царское в нём
Впрочем, кто из братьев был старшим, доподлинно не ясно. Армянские писатели — Лазарь Парпеци, Егише, Мовсес Дасхуранци — утверждают, что Ормизд III был старшим сыном и наследником Йездигерда II. На момент смерти отца Ормизд, по словам ат-Табари, «был царём Седжестана» («царь Сакастана, страны саков», позднее Седжестан и Сеистан). Ат-Табари не указывает кто из братьев был старшим, но отмечает, что оба они были они детьми одной матери, которую звали Денак. Восточные источники представляют Ормизда как несправедливого царя, а Пероза как более достойного престола. Только в анонимном труде, известном как «Codex Sprenger 30», говорится, что Хормозд «был храбрее и лучше» из них двоих, в то время как Пероз был «более сведущ в религии».
В источниках есть и ещё одно расхождение. По словам ат-Табари, Хормузд был наместником Систана. Балами утверждает обратное: эту должность занимал Пероз, тогда как Хормузд находился в столице при отце.
Довольно скоро после начала правления Ормизда III в Иране началась гражданская война. Противники Ормизда провозгласили шахом Пероза, также ещё весьма юного. Опорой восставших были восточные провинции страны; часть войск им поставили эфталиты и приграничные племена, обитавшие в Чаганиане, Тохаристане и около Балха.
История о том, как Пероз утвердился у власти с помощью эфталитов, присутствует почти в любом восточном повествовании о Сасанидах. Важность поддержки эфталитов невозможно отрицать, однако в восточных источниках говорится и о междоусобице в среде знати. По словам Евтихия Александрийского, «одни стали с Хормуздом, другие — с Перозом». В «Собрании известий о достопамятном наследии царей персов» утверждается, что противостояние Хормузда и Пероза началось «из-за разрушительных действий некоторых людей, сеявших вред и разрушение». Возможно, отголоски полемики о том, кто должен занять престол, дошли до нас в труде ас-Саалиби, согласно которому Ездигерд II вообще не стал назначать наследника и доверил выбор знати. Самое ценное свидетельство даёт современник событий, армянский писатель Егише, который тоже говорит о междоусобице и называет тех, кто сыграл в этих событиях решающую роль:

«А воспитатель младшего сына Йазкерта (Ездигерда II) по имени Рахам из рода Михрана, хотя и видел, что арийцы разделились надвое, но с [одной] половиной зверски напал на старшего сына царя. Поразил, истребил отряд и, взяв в плен царского сына, приказал там же на месте убить его. А остальные войска привёл и уговорил, и установил единодушие по всей Арийской стране, и поставил царём своего воспитанника, имя которого было Пероз».
Балами и ат-Табари также сообщают об убийстве Ормизда III. Фирдоуси изложил несколько другую версию: Пероз бежал к эфталитам, получил от них тридцать тысяч воинов и победил брата. В обмен пришлось отдать Термез и земли по Амударье (правда царь эфталитов ссылался на то, что это собирался сделать ещё Йездигерд II). Ормизда Пероз низвёл с престола и предоставил ему жить, как частному лицу. Фирдоуси относит его смерть ко времени последнего похода Пероза на эфталитов, когда якобы Ормизд III погиб вместе с шахиншахом.
Так или иначе, Ормизд III проиграл в противостоянии с братом и лишился власти. Интересно, что во время междоусобий, когда Ормизд III находился в Рее, верховная власть в стране принадлежала женщине — царице Денак, матери враждовавших братьев.
Аршакидский правитель Кавказской Албании Ваче II, который был племянником двух братьев по матери и был вынужден обратиться в зороастризм Йездигердом II, воспользовался спором, провозгласив независимость и возвращение в христианство.
Примечательно, что Ормизд III не упоминается в числе сасанидских царей ни в выписках Сергия, приведённых у Агафия Миринейского, ни в произведениях авторов, сведения которых основывались на дворцовых анналах. Возможно Пероз, одержав победу над братом, приказал «вычеркнуть» его из истории. Время правления Ормизда зачислили в годы царствования Пероза. Согласно Шахнаме, он правил год и месяц, а в некоторых поздних историях протяжённость его правления оценивается в один год. Абу-л-Фарадж аз-Зинджани, труд которого был источником для Бируни, полагал, что Хормузд царствовал семь лет, однако это не вяжется с другими хронологическими ориентирами.
Несмотря на заметный срок правления Ормизда III монеты, отчеканенные от его имени, до сих пор неизвестны современным исследователям (за исключением двух монет, но их подлинность сомнительна). Не сохранилось также и каких-либо других памятников от его правления.
| Сасаниды                     |                                                                            |                 |
| Предшественник: Йездегерд II | шахиншах Ирана и не-Ирана 458 — 461/462 (правил 1 год или 1 год и 1 месяц) | Преемник: Пероз |